# Îles Cook aux Jeux olympiques d'été de 2004
Les Îles Cook participent aux Jeux olympiques d'été de 2004 à Athènes en Grèce. Il s'agit de leur 5e participation à des Jeux d'été. Ils ont envoyé 3 athlètes.

## Résultats

### Athlétisme
100 m hommes
- Harmon Harmon : 1er tour : 11 s 22 (74e place au classement final)

Lancer du disque femmes
- Tereapii Tapoki : 1er essai à 48,12 m ( 49e place au classement final)

### Haltérophilie
105 kg Hommes
- Sam Pera Nunuku : 305.0 kg (15e place: A l'arraché: 135.0 kg, épaulé-jeté: 170.0 kg)

## Officiels
- Président : M. Tekaotiki Matapo
- Secrétaire général : M. David Lobb